# Olga Alexandrowna Prokopjewa
Olga Alexandrowna Prokopjewa (russisch Ольга Александровна Прокопьева; * 23. Juli 1983 in Ischewsk) ist eine russische Biathletin.
Olga Prokopjewa nahm international erstmals im Rahmen der Sommerbiathlon-Weltmeisterschaften 2005 in Muonio an einem Großereignis im Biathlon teil. In Sprint, Verfolgung wie auch im Massenstart belegte die Russin neunte Plätze. Bei den Biathlon-Europameisterschaften 2007 in Bansko startete Prokopjewa das erste und bislang einzige Mal bei einem Großereignis im Winter. Sie wurde einzig im Einzel eingesetzt, das sie auf Platz 39 beendete. Für die Sommerbiathlon-Weltmeisterschaften 2009 in Oberhof wurde sie erneut nominiert, aber letztlich nicht eingesetzt. Erfolgreicher verliefen die Sommerbiathlon-Europameisterschaften 2010 in Osrblie. Im Sprint gewann sie hinter Irina Leuchina und Jana Gereková die Bronzemedaille, in der Verfolgung musste sie sich nur noch Leuchina geschlagen geben, mit der sie zudem an der Seite von Maxim Adiew und Alexei Katrenko in der Mixed-Staffel den Titel gewann. 2011 wiederholte sie an der Seite von Natalja Solowjowa, Alexei Katrenko und Sergei Balandin in Martell den Titelgewinn in der Mixed-Staffel. Hinter Pavla Schorná gewann sie zudem die Silbermedaille im Sprint, fiel im Verfolgungsrennen als Fünfte aber aus den Medaillenrängen.